# (3362) Khufu
(3362) Khufu és un asteroide pertanyent als asteroide Aton descobert per R. Scott Dunbar i Maria Antonella Barucci des de l'observatori del Monte Palomar, als Estats Units d'Amèrica el 30 d'agost de 1984.

## Designació i nom
Khufu va ser designat inicialment com 1984 QA.
Posteriorment, en 1986, està nomenat en honor del faraó de l'Antic Egipte Kheops.

## Característiques orbitals
Khufu està situat a una distància mitjana del Sol de 0,9895 ua, podent apropar-se fins a 0,5259 ua i allunyar-se'n fins a 1,453 ua. Té una inclinació orbital de 9,917 graus i una excentricitat de 0,4685. Triga a completar una òrbita al voltant del Sol 359,5 dies.
Khufu és un asteroide proper a la Terra que forma part del grup dels asteroides potencialment perillosos.

## Característiques físiques
La magnitud absoluta de Khufu és 18,3. Té un diàmetre de 0,7 km i una albedo estimada de 0,21.